# Quiscalus palustris
Quiscalus palustris là một loài chim trong họ Icteridae.